# Котангенс
Котангенс је тригонометријска функција изведена од синуса и косинуса. Дефинише се као:
{\displaystyle \operatorname {ctg} \;x={\frac {1}{\operatorname {tg} \;x}}={\frac {\cos x}{\sin x}}}